# Биць Дмитро Святославович
Дмитро́ Святосла́вович Биць — солдат Збройних Сил України, учасник російсько-української війни, що загинув у ході російського вторгнення в Україну в 2022 році, повний кавалер ордена «За мужність».

## Життєпис
Народився 21 червня 2001 року.
У 2020 році закінчив Чортківський державний медичний коледж. До Збройних Сил України призваний 26 жовтня 2020 року. Проходив службу за контрактом, мав спеціальність військовий медик.
З перших днів російського вторгнення в Україну в 2022 році захищав Україну від окупантів. Брав участь у гуманітарних місіях, доставляв гуманітарні вантажі, допомагав евакуйовувати місцевих мешканців з районів бойових дій.
Загинув 7 травня 2022 року в смт Білогорівці Сєвєродонецького району на Луганщині внослідок авіаудару.
Залишились батько, матір, двоє сестер і брат. Дмитро був найстаршим серед дітей.
Похований 16 травня 2022 року в селі Ситне Крупецької сільської громади Дубенського району Рівненської області.

## Нагороди
- орден «За мужність» I ступеня (2022, посмертно) — за особисту мужність і самовіддані дії, виявлені у захисті державного суверенітету та територіальної цілісності України, вірність військовій присязі.
- орден «За мужність» II ступеня (2022) — за особисту мужність і самовіддані дії, виявлені у захисті державного суверенітету та територіальної цілісності України, вірність військовій присязі.
- орден «За мужність» III ступеня (2022) — за особисту мужність і самовіддані дії, виявлені у захисті державного суверенітету та територіальної цілісності України, вірність військовій присязі.